# 清湖水库
清湖水库是中国广西壮族自治区玉林市陆川县境内的一座水库，位于罗江支流清湖河上，建于1958年。水库正常库容为766万立方米，集雨面积为21平方千米，海拔为82.38米。